# Synagoge (Burgas)

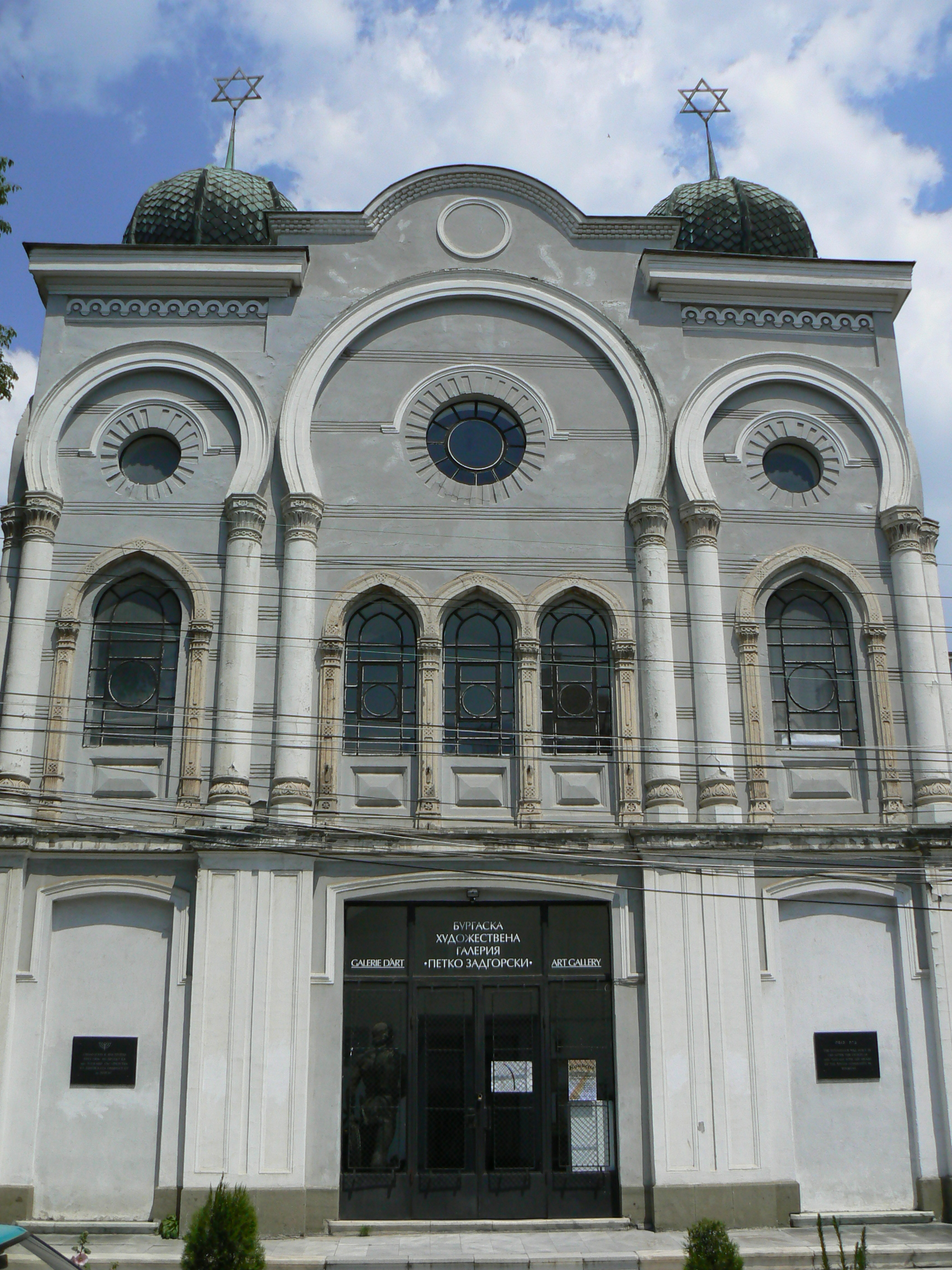
Synagoge in Burgas

Die Synagoge in Burgas, einer bulgarischen Stadt im Südosten des Landes, wurde von 1905 bis 1909 errichtet. Die eklektizistische Gestaltung beinhaltet maurische, byzantinische sowie neoklassizistische Elemente. Die Synagoge gehörte den Juden der sephardischen Glaubensrichtung.
Sie wurde lange dem Architekten Ricardo Toscani zugeschrieben. Seit den frühen 2000er-Jahren geht man aber davon aus, dass sie nach Plänen des Architekten Friedrich Grünanger erbaut wurde, der auch die Entwürfe für die Synagoge in Sofia schuf.
Das Gebäude wurde 1967 umgebaut und wird seither als Kunstgalerie Petko Sadgorski genutzt. Bei den Arbeiten wurden auch ursprüngliche, unter dem Putz verborgene, Fresken freigelegt. Diese sind jetzt wieder zu sehen.